# Frankfort Square, Illinois
Frankfort Square är en ort (CDP) i Will County, i delstaten Illinois, USA. Enligt United States Census Bureau har orten en folkmängd på 9 276 invånare (2010) och en landarea på 6,6 km².